# WOK – World of Kitchen Museum

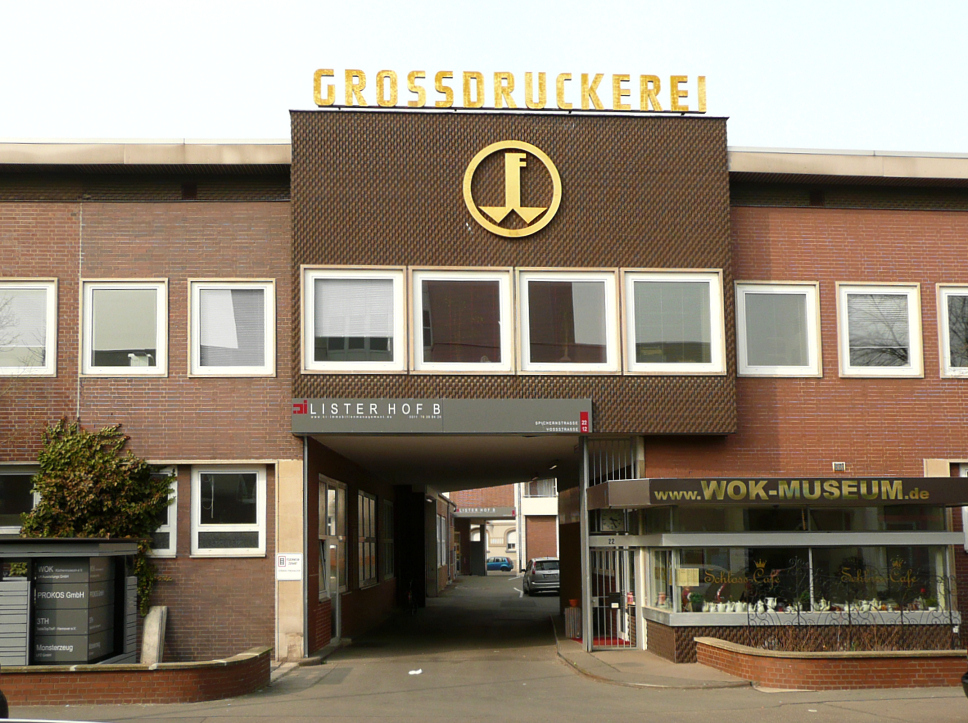
Eingang des WOK – World of Kitchen und Museumscafé rechts

Das WOK – World of Kitchen Küchenmuseum (Kurzform: WOK-Museum) in Hannover ist das erste große Museum für Küchen in Europa. Es wurde am 15. April 2010 im Betriebsgebäude der früheren Großdruckerei Fehling im Stadtteil List eröffnet. Das Museum wird vom Verein WOK-World of Kitchen Museum e. V. betrieben.

## Beschreibung
Auf 1400 m² Ausstellungsfläche wird die Geschichte der Küchenkultur aus dem Mittelalter bis in die Neuzeit gezeigt, darunter Küchen verschiedener Nationen, Kontinente, Mythen und Märchen. Es gibt eine Halle mit Miniatur-Küchen und Puppenstuben-Küchen. Weitere Einrichtungen des Museums sind ein Museums-Café sowie eine Schul- und Lehrküche mit einer rund 8000 Kochbücher umfassenden Bibliothek. Das Museum bietet täglich vier bis sechs Führungen an. Einmal im Jahr zur Nacht der Museen beleben sich die Küchen mit Laienschauspielern, die in historischen Kostümen Handwerk und Küchengeschehen vergangener Zeiten aufzeigen.

## Ausstellungen
Das Küchenmuseum wurde am 15. April 2010 eröffnet. Seither wurden vierteljährlich neue Küchen-Kojen ergänzt.
Im November 2010 eröffnete die erste Sonderausstellung zum Thema 100 Jahre Weihnachtsbäckerei. Im April 2011 folgte eine große Ostereier-Sonderausstellung und ab September zogen die Exponate von AEG in die Hallen.
Vom 31. August bis 30. November 2012 fand eine Sonderausstellung zum Thema Sarotti statt. Die Geschichte der Schokoladenmarke – von 1852 bis heute – wurde mit über 500 Exponaten präsentiert.
Eine Schenkung im September 2012 ermöglicht dem Küchenmuseum den Bau einer italienischen Küche aus der Toscana mit handbemalten Möbeln aus dem Trentino sowie einem Gussherd. Wissenswertes zum Thema Pasta, Alba-Trüffel und venezianischen Tabletts erhalten Besucher bei einer Führung.
Im Oktober 2012 wurde aus der französischen Küche das Pariser Bistro „La Truffe“ mit entsprechenden Schaufenstern, alten Straßenlaternen und den Bistro-Stühlen aus dem Jardin du Luxembourg. In den Auslagen waren Delikatessen ausgestellt, die die französische Küche ausmachen: Pasteten, Terrinen, Rohmilchkäse, Backwaren und Champagner. Auch Originalporzellan aus dem berühmten Pariser Bahnhofs-Restaurant Le Train Bleu wurde gezeigt.
Im Rahmen der breitgefächerten Ausstellung „Ton-Spuren-Keramik“, die in 50 norddeutschen Museen ausgestellt wurde, gibt es im Küchenmuseum seit dem Jahr 2013 eine Sonderausstellung zum Thema Porzellan und deren Herstellung. Unter dem Motto „Der Elefant im Porzellan-Laden“ zeigt die Ausstellung unter anderem die private Sammlung von 600 Kaffeekannen aus zwei Jahrhunderten in vielen Formen und Farben. Außerdem wird die Herstellung von Porzellan an kleinen Modellen in der Größe von Puppenstuben-Geschirr gezeigt.
Im September 2013 präsentierte die Sonderausstellung „Kaffee und Tee aus Übersee …“ die Geschichte der Getränke und ihrer Zubereitung. Zum Thema gehörten auch Kakaobohnen und ihre Verarbeitung.
Im November 2013 wurde eine Küche aus dem Alten Land eingerichtet. Die gedrechselten Hochzeits-Möbel aus den 1920er Jahren haben eine lange Tradition in der Elbmarsch.
2014 konnte nach langer Suche die erste Einbauküche, die Frankfurter Küche von Margarete Schütte-Lihotzky, in die Ausstellung übernommen werden. Diese wurde 1926 für die Ernst May Siedlung in Frankfurt geschaffen und kostete damals 500 Reichsmark. 2014 war die Sonderausstellung „Very Britisch“ zum 300-jährigen Jubiläum der Personalunion zwischen Großbritannien und Hannover ein Publikumsmagnet.
2015 entstand der Japanische Tee(t)raum. Außerdem hielten das Skandinavische Haus mit einer Schwedenküche von 1930 und die amerikanische TV-Show-Küche „Dinner & Diner“ Einzug. Die „Pudding-Küche“ ist die Sonderausstellung zum Thema herzhafte und süße Puddings seit 1305. Hier sind unter anderem viele Formen und Verkaufshilfen von Dr. Oetker zu sehen.
2016 folgte die Sonderausstellung „Mein Herz ich liebe Dich“ mit einer Präsentation von über 300 Herzen aus einer 1200 Herzen umfassenden privaten Sammlung. Die Exponate waren aus Gold, Silber, Glas, Porzellan sowie Zuckerguss.
Durch einen Internet-Aufruf erhielt das Museum 2018 die Einrichtung einer Konditorei mit Backstube. Damit bekamen die 40 Torten der privaten Sammlung von Konditor Günter Ognibeni aus Braunschweig ein neues Zuhause.
Eine Küche aus Andalusien in schwarzem Ebenholz zog 2019 in den maurischen Palast im Museum ein. Die Schenkung aus Barsinghausen kam von einer Auswanderin aus Spanien.
Durch die Zusammenarbeit mit dem Stuhlmuseum in Einbeckshausen war es dem Küchen-Museum 2019 möglich, eine Sonderausstellung über die Geschichte der Produktion und Mode von Küchenstühlen der letzten 150 Jahren zu zeigen.
Für das Jubiläumsjahr 2020 wurde ein aufwendiges Konzept erarbeitet, die wegen der COVID-19-Pandemie nicht umgesetzt werden konnte. Dazu gehörte die  Sonderausstellung „Die Schatzkammer der antiken Kochbücher ist gefüllt“ mit den Kochbüchern von Marc Biberbach, dem Hofkoch von Kaiserin Elisabeth von Österreich-Ungarn (Sissi) und Kaiser Franz-Josef in der Wiener Hofburg.

## Verein

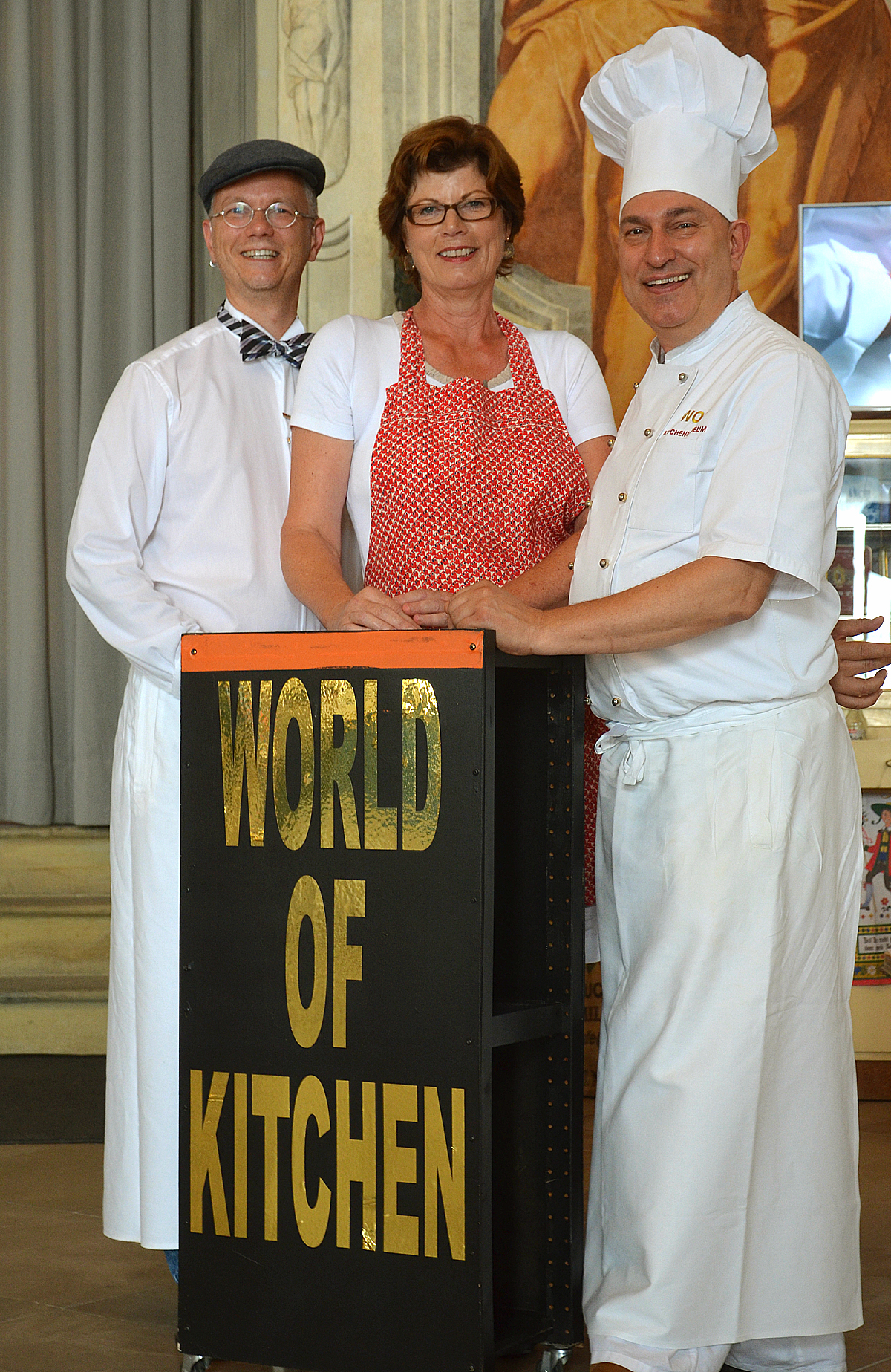
Ehrenamtliche Mitarbeiter des Küchenmuseums, 2016

Der gemeinnützige Verein trägt sich über Besuchereinnahmen und erhält keine öffentlichen Fördermittel. Er hat es sich zur Aufgabe gemacht, Kindern und Jugendlichen – vom Vorschulalter bis zu Berufseinsteigern – das Wissen der Ernährungsbildung zu vermitteln. Führungen für Schulklassen und das Erlernen des Umgangs und der Zubereitung der Lebensmittel werden angeboten.
Zehn Jahre nach Eröffnung des Museums hatte der Verein in der integrierten Schulküche bereits unzählige Kochkurse mit über 20.000 Kindern und Jugendlichen durchgeführt.
Vereinsmitglieder nahmen im September 2013 auf Einladung an der Steuben-Parade in New York teil, bei der sie das WOK-Küchenmuseum in traditionellen Küchenkostümen präsentierten. Beim Empfang des Bürgermeisters von New York, Michael Bloomberg, erhielt das Museum die Silber-Medaille, die im Museum ausgestellt ist.
2013 gehörte der Verein zu den Preisträgern des am 30. November 2013 verliehenen Niedersachsenpreises für Bürgerengagement, den das Land Niedersachsen, die VGH Versicherungen und die Niedersächsischen Sparkassen stiften. Damit wurde der Verein unter Vorsitz von Carl-Werner Möller-Hof zum Berge für das Engagement, über 8000 Kindern gesunde Ernährung in der Schulküche vermittelt zu haben, gewürdigt.